# ベルガマスク

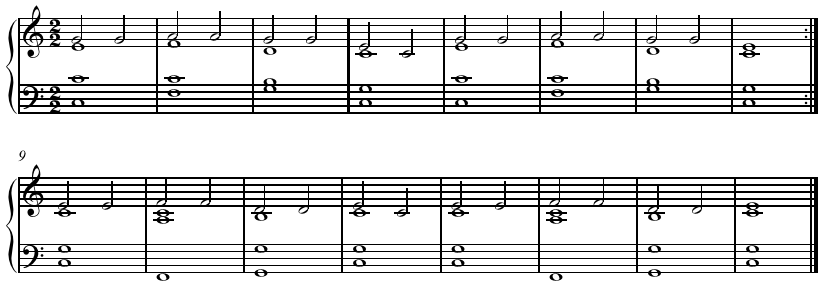
Bergamesca ('The Buffens')、『ストラロッホ写本』、1600年頃 。

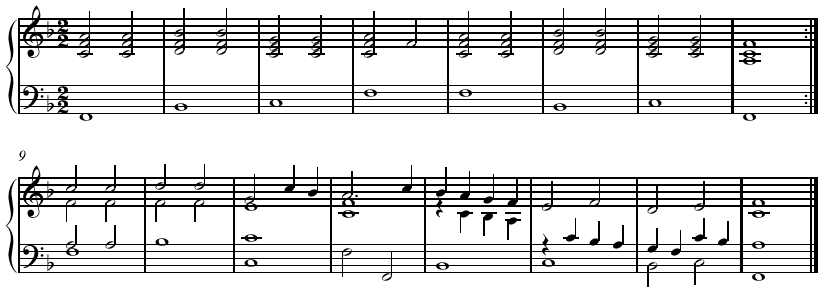
Bergamesca variant、『写本 Lute Book』、1600年頃 。

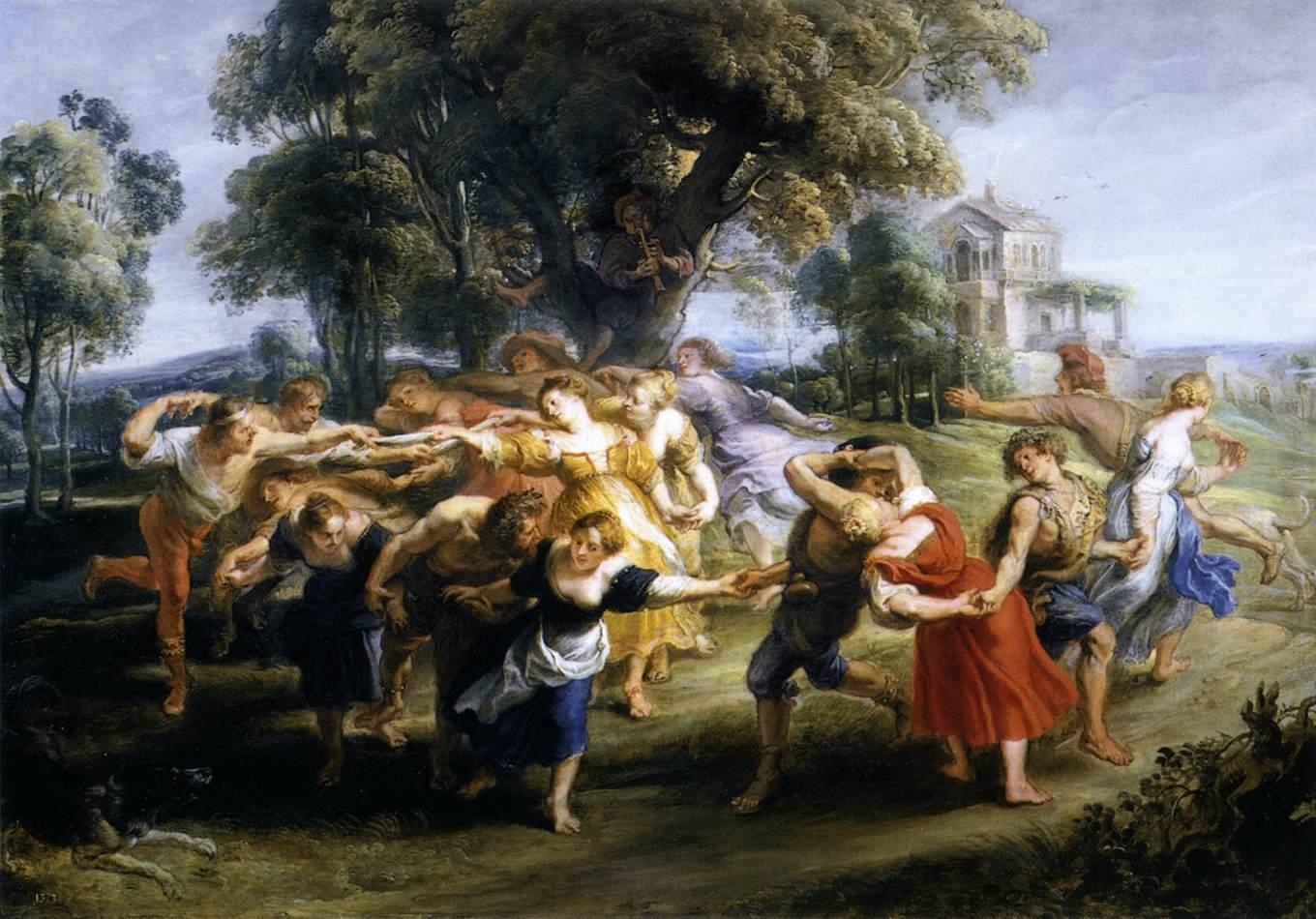
ベルガマスク

ベルガマスク（bergamask、bergomask、bergamesca、bergamasca、「ベルガモの」、あるいは「ベルガモ舞曲」の意、イタリア北部の都市ベルガモから）は、ダンス、それに付随したメロディと和音進行である。

## 評判
ベルガマスクは、マナーが非常に野暮であると（ブリタニカ百科事典第11版によれば）一般に言われていたベルガモ出身の人のまねをした不器用で素朴なダンス（シェイクスピア『夏の夜の夢』第五幕第一場314行および349行）と見なされていた。
このダンスはベルガモ地域のようにクラウンまたは道化師と関連している。イタリアの道化師はベルガモ方言を借用している。

## 和音進行
基本的な和音進行はI–IV–V–I:
│⎸   I   IV   V   I   I   IV   V   I     :⎹⎸

       I   IV   V   I   I   IV   V   I      ⎹│
である。